# Gabriela Pecková
Gabriela Pecková (* 19. ledna 1957 Praha) je česká lékařka a politička, v letech 2010 až 2017 poslankyně Poslanecké sněmovny PČR, členka TOP 09.

## Vzdělání a profese
Gabriela Pecková se narodila v Praze v konzervativní, katolické, intelektuální rodině. Rodiče byli dehonestováni režimem pro své antikomunistické postoje a tak její otec mohl na jen velmi krátkou dobu zasednout s Dr. Motejlem v letech 1968 - 1969 u Nejvyššího soudu. Absolvovala ZŠ Lyčkovo náměstí a Gymnázium Karla Sladkovského v Praze 3. Po maturitě rok pracovala jako pomocná síla na chirurgickém oddělení nemocnice Pod Petřínem a poté byla přijata na Fakultu dětského lékařství UK v Praze Motole. Po absolutoriu nastoupila do vědecké přípravy ve Výzkumném ústavu chorob revmatických. Po složení atestace z vnitřního lékařství a později z revmatologie pracovala ve Fakultní nemocnici Královské Vinohrady – nejprve na I. interní klinice, později na ortopedické klinice a současně pracovala na 1. lékařské fakultě UK jako asistent na katedře revmatologie.
V roce 1994 si otevřela soukromou ambulanci licencovanou pro obory vnitřní lékařství a revmatologie, kde pracuje dodnes. Aby lépe obstála v péči o pacienty s chronickou bolestí, absolvovala v rámci celoživotního vzdělávání 4 semestry na fakultě psychologie UK a po svém vstupu do politiky ještě politologickou přípravu.

## Politická kariéra
Roku 2009 vstoupila do TOP 09, kde je místopředsedkyní pražské krajské organizace a místopředsedkyní výboru regionální organizace v Praze 3. V roce 2010 byla za TOP 09 zvolena poslankyní Parlamentu ČR. Byla členkou Zahraničního výboru a Výboru pro sociální politiku. Mandát obhájila i ve volbách 2013.
V Poslanecké sněmovně se věnovala jakožto místopředsedkyně Výboru pro sociální politiku především problematice sexuálního zneužívání a vykořisťování dětí, a dalším závažným sociálním tématům. Dlouhodobě se zasazuje o schválení ratifikace Lanzarotské konvence. Byla též členkou stálé delegace Parlamentu při Parlamentním shromáždění Rady Evropy. Dlouhodobě se zabývá také dlouhodobé péči, finanční gramotnosti, mezigenerační solidaritě a třetímu odboji.
V květnu 2012 při sněmovní diskusi o vládním návrhu na zpomalení valorizace důchodů na příští tři roky vzbudila pozornost svým výrokem „...úsporná opatření pocítí v tomto případě ve svých peněženkách senioři, ale oni se tomu přizpůsobí. Mnozí se narodili za války a svůj život prožili v režimu, který jim žádné extra zbohatnutí nedovolil.“
Ve volbách do Poslanecké sněmovny PČR v roce 2017 obhajovala svůj poslanecký mandát za TOP 09 v Praze, ale neuspěla. V komunálních volbách v roce 2018 kandidovala jako členka TOP 09 do Zastupitelstva hlavního města Prahy za uskupení "TOP 09 a Starostové (STAN) ve spolupráci s KDU-ČSL, LES a Demokraty Jana Kasla -"Spojené síly pro Prahu"", ale neuspěla. Ve stejných volbách kandidovala, rovněž neúspěšně, do Zastupitelstva městské části Praha 3, a to na posledním místě kandidátky subjektu "TOP 09 a Starostové (STAN) s podporou Žižkov (nejen) sobě".
Ve volbách do Evropského parlamentu v květnu 2019 kandidovala jako členka TOP 09 na 7. místě kandidátky subjektu s názvem "Starostové (STAN) s regionálními partnery a TOP 09", ale nebyla zvolena.

## Rodina
Gabriela Pecková má dvě děti, syna a dceru, oba studují. V roce 1996 se rozvedla a vrátila se ke svému celoživotnímu partnerovi ze školních let. Bydlí v rodinném domku, má dva psy a víkendy tráví střídavě na chalupě v Jizerských horách. Jinak se věnuje kultuře, především výtvarnému umění, za kterým zpravidla jednou ročně cestuje po Evropě.